# Tri.be
Tri.be (кор. 트라이비; стилізовано під TRI.BE) — південнокорейський жіночий гурт, сформований у 2021 році компаніями TR Entertainment та Universal Music Group. Гурт складається з шести учасниць: Сонсон, Келлі, Хьонбін, Цзя, Соин і Міре. Дебют відбувся 17 лютого 2021 року із дебютним сингл-альбомом Tri.be Da Loca. 21 липня 2023 Джінха покинула гурт.

## Назва та фандом
Назва гурту Tri.be є комбінацією «Tri» — скорочення від англ. «Triangle» — «Трикутник» як символ досконалості, та англ. «Be» — що означає «існування» у значенні «ідеального існування» або «ідеального буття». Офіційна назва фандому — True (TRI.BE with us forever).

## Історія

### Пре-дебют
Сонсан і Хьонбін були колишніми трейні Banana Culture Entertainment, брали участь в проєкті «Banana Culture New Kid».
До участі у TRI.BE Келлі брала участь у китайському шоу Youth With You 2 від Lion Heart Entertainment. Вона вибула в першому раунді і в підсумку посіла 64 місце.

### Дебют ізTri.be Da Loca,ConmigoтаVeni Vedi Vici
29 грудня 2020 року стало відомо, що продюсери Shinsadong Tiger і Universal Music Group на початок 2021 року запланували дебют нового жіночого гурту. 4 січня 2021 року в офіційних акаунтах гурту в соціальних мережах було опубліковано офіційне відео, у якому демонструвалися логотип та назва гурту — Tri.be. На початку лютого вийшли тизер і рекламні відео, а також було опубліковане підтвердження, що вони дебютують того ж місяця. До дебюту вони були представлені у своєму першому онлайн-реаліті-шоу Let's Try! Be на YouTube через Studio Lululala.
Вони дебютували зі своїм першим сингл-альбомом Tri.be Da Loca 17 лютого 2021 року з головним синглом «Doom Doom Ta» та додатковою піснею «Loca». Обидві пісні в альбомі були спродюсовані Shinsadong Tiger та реперкою LE з гурту EXID.
У день дебюту Tri.be оголосили про підписання контракту з дочірнім лейблом Universal Music Republic Records для просування за межами Кореї.
18 травня 2021 року гурт випустив другий сингл-альбом під назвою Conmigo з головною піснею «Rub-A-Dum» та додатковою композицією «Loro».
12 жовтня 2021 року Tri.be випустили перший мініальбом Veni Vidi Vici з головною піснею «Would You Run».
25 листопада 2021 року Tri.be випустили спеціальний зимовий сингл під назвою «Santa For You».
2 грудня 2021 року оголошено, що Tri.be братиме участь у створенні пісні для серіалу Cartoon Network We Baby Bears. Пісня під назвою «The Bha Bha Song» випущена 17 грудня 2021 року разом із музичним відео. Пісня вийшла англійською, корейською, японською та китайською мовами.
9 серпня 2022 Tri.be випустили свій третій сингл-альбом Leviosa з головним синглом «Kiss».
14 лютого 2023 Tri.be випустили свій другий мініальбом W.A.Y з головним синглом «We Are Young».
21 липня 2023 TR Entertainment оголосили, що Джінха покидає гурт після її перерви. Лейбл зазначив: «Джінха перебувала у перерві з травня через особисті проблеми зі здоров’ям і з тих пір зосереджується на повному відновленні та відпочинку».

## Учасниці

### Дійсні учасниці
Адаптовано з офіційного сайту.
| Сценічний псевдонім | Сценічний псевдонім | Сценічний псевдонім | Дата народження            | Позиція у гурті                                   | Місце народження |
| Українською         | Латиницею           | Хан./ Кит. / Яп.    | Дата народження            | Позиція у гурті                                   | Місце народження |
| ------------------- | ------------------- | ------------------- | -------------------------- | ------------------------------------------------- | ---------------- |
| Сонсон              | Songsun             | 송선                | 22 березня 1997 (28 років) | Лідерка, головна вокалістка, провідна танцюристка | Південна Корея   |
| Келлі               | Kelly               | 켈리 / 凯莉         | 16 січня 2002 (23 роки)    | Вокалістка                                        | Тайвань          |
| Хьонбін             | Hyunbin             | 현빈                | 26 травня 2004 (20 років)  | Головна реперка, головна танцюристка              | Південна Корея   |
| Цзя                 | Jia                 | 지아 / 嘉佳         | 30 липня 2005 (19 років)   | Вокалістка                                        | Тайвань          |
| Соин                | Soeun               | 소은                | 10 грудня 2005 (19 років)  | Провідна реперка, вокалістка                      | Південна Корея   |
| Міре                | Mire                | 미레 / ミレ         | 26 березня 2006 (18 років) | Головна танцюристка, вокалістка, макне            | Японія           |
| Колишні учасниці    |                     |                     |                            |                                                   |                  |
| Джінха              | Jinha               | 진하                | 21 листопада 2003 (21 рік) | Провідна вокалістка, провідна танцюристка         | Південна Корея   |

## Дискографія

### Мініальбоми
| Назва          | Деталі альбому | Пікові позиції у чартах | Продажі                  |
| Назва          | Деталі альбому | KOR                     | Продажі                  |
| -------------- | --- | ----------------------- | ------------------------ |
| Veni Vidi Vici | - Реліз: 12 жовтня 2021 - Лейбл: TR Entertainment, Universal Music - Формат: CD, цифрове завантаження Трек-лист 1. «Would You Run» (우주로) 2. «Lobo» 3. «-18» 4. «Got Your Back» 5. «True» 6. «Doom Doom Ta» (둠둠타) 7. «Rub-A-Dum» (러버덤) | 14                      | - Південна Корея: 13,345 |
| W.A.Y          | - Реліз: 14 лютого 2023 - Лейбл: TR Entertainment, Universal Music - Формат: CD, цифрове завантаження Трек-лист 1. «Stay Together» 2. «We Are Young» 3. «Witch» 4. «Wonderland» 5. «Would You Run (Original ver.)» (우주로)                    | 22                      | - Південна Корея: 20,636 |

### Сингл-альбоми
| Назва                    | Деталі альбому | Пікові позиції у чартах | Продажі                  |
| Назва                    | Деталі альбому | KOR                     | Продажі                  |
| ------------------------ | --- | ----------------------- | ------------------------ |
| Tri.be Da Loca           | - Реліз: 17 лютого 2021 - Лейбл: TR Entertainment, Universal Music - Формат: CD, цифрове завантаження Трек-лист 1. «Loca» 2. «Doom Doom Ta» (둠둠타)           | 57                      | - Південна Корея: 1,742  |
| Conmigo                  | - Реліз: 18 травня 2021 - Лейбл: TR Entertainment, Universal Music - Формат: CD, цифрове завантаження Трек-лист 1. «Rub-A-Dum» (러버덤) 2. «Loro»              | 25                      | - Південна Корея: 4,989  |
| Leviosa                  | - Реліз: 9 серпня 2022 - Лейбл: TR Entertainment, Universal Music - Формат: CD, цифрове завантаження Трек-лист 1. «Kiss» 2. «In the Air (777)»                 | 15                      | - Південна Корея: 16,014 |
| The Little Drummer Girls | - Реліз: 27 листопада 2023 - Лейбл: TR Entertainment, Universal Music - Формат: CD, цифрове завантаження Трек-лист 1. «Loro» ft. Elly from EXID 2. «Papa Noel» |                         |                          |

### Сингли
| Назва                                                                            | Рік  | Пікові позиції у чартах | Альбом            |
| Назва                                                                            | Рік  | KOR Down.               | Альбом            |
| -------------------------------------------------------------------------------- | ---- | ----------------------- | ----------------- |
| «Doom Doom Ta» (둠둠타)                                                          | 2021 | 70                      | Tri.be Da Loca    |
| «Rub-A-Dum» (러버덤)                                                             | 2021 | 107                     | Conmigo           |
| «Would You Run» (우주로)                                                         | 2021 | 86                      | Veni Vidi Vici    |
| «Santa for You»                                                                  | 2021 | —                       | Сингл без альбому |
| «Kiss»                                                                           | 2022 | 87                      | Leviosa           |
| «We Are Young»                                                                   | 2023 | 43                      | W.A.Y             |
| «—» релізи, що не потрапили у чарти або не були випущені у відповідних регіонах. |      |                         |                   |

### Колаборації
| Назва                                                                          | Рік  | Альбом            |
| ------------------------------------------------------------------------------ | ---- | ----------------- |
| «Memu Aagamu» (Coke Studio з Armaan Malik, Lost Stories, Allu Arjun та Tri.be) | 2022 | Сингл без альбому |

### Промо-сингли
| Назва              | Рік  | Альбом            |
| ------------------ | ---- | ----------------- |
| «The Bha Bha Song» | 2021 | We Baby Bears OST |

## Відеографія
| Назва              | Рік  | Режисер(и)                     | Прим.  |
| ------------------ | ---- | ------------------------------ | ------ |
| «Doom Doom Ta»     | 2021 | Oroshi (@Desert Beagle)        | [ 24 ] |
| «Rub-A-Dum»        | 2021 | Hong Jae-hwan (@Desert Beagle) | [ 25 ] |
| «Would You Run»    | 2021 | Oroshi (@Desert Beagle)        | [ 26 ] |
| «The Bha Bha Song» | 2021 | Lee Seonjin (TOURMALINE)       | [ 27 ] |
| «Kiss»             | 2022 | Naive Creative Production      | [ 28 ] |

## Фільмографія

### Реаліті-шоу
| Рік  | Назва         | Мережа / Платформа | Нотатки             | Прим.  |
| ---- | ------------- | ------------------ | ------------------- | ------ |
| 2021 | Let's Try! Be | YouTube            | Дебютне реаліті-шоу | [ 29 ] |

## Нагороди та номінації
| Нагорода                 | Рік  | Категорія                          | Номінант / Робота | Результат | Прим.  |
| ------------------------ | ---- | ---------------------------------- | ----------------- | --------- | ------ |
| Asia Artist Awards       | 2021 | Female Idol Group Popularity Award | Tri.be            | Номінація | [ 30 ] |
| Brand of the Year Awards | 2021 | Female Rookie Idol Award           | Tri.be            | Номінація | [ 31 ] |
| Hanteo Music Awards      | 2021 | Rookie Award — Female Group        | Tri.be            | Номінація | [ 32 ] |
| Seoul Music Awards       | 2022 | K-wave Popularity Award            | Tri.be            | Номінація | [ 33 ] |
| Seoul Music Awards       | 2022 | Popularity Award                   | Tri.be            | Номінація | [ 33 ] |
| Seoul Music Awards       | 2022 | Rookie of the Year                 | Tri.be            | Номінація | [ 33 ] |

### Списки
| Видавець      | Рік  | Список                           | Місце | Прим.  |
| ------------- | ---- | -------------------------------- | ----- | ------ |
| Rolling Stone | 2021 | The 10 Best K-Pop Debuts of 2021 | 8-ме  | [ 34 ] |